# Unión de Agricultores y Ganaderos de Navarra
Unión de Agricultores y Ganaderos de Navarra, de forma acrónima UAGN, es un sindicato agrario presente en la Comunidad Foral de Navarra desde los años 70. Es el representante, en Navarra, de ASAJA, la organización profesional agraria de carácter conservador. Se define como una organización profesional agraria plural e independiente cuyo principal objetivo es representar y defender los intereses del mundo rural navarro.

## Sede
Actualmente tiene su sede principal en la Avenida de Zaragoza 21, en Pamplona.

## Historia

### Fundación
La Unión de Agricultores y Ganaderos de Navarra surge en los años 70 durante la dictadura franquista y junto al sindicalismo vertical que representaba la Hermandad Nacional de Agricultores y Ganaderos. Su presentación pública tolerada fue el 13 de septiembre de 1976 en Estella y legalizada en abril de 1977, al amparo de la nueva Ley de Libertad Sindical. Como hechos significativos está la gran tractorada de febrero de 1977 y el I Congreso constitucional, que se celebró el 21 de mayo de 1977.

### Investigado por corrupción
Durante varios años, la Unión de Agricultores y Ganaderos de Navarra fue investigada por la Guardia Civil por supuestas irregularidades en el cobro de cursos de formación. El proceso arrancó a partir de la denuncia de una extrabajadora, que habría acudido al citado cuerpo policial con documentación relativa a cursos de formación de los años 2011 y 2012, en donde supuestamente se ponían nombres de trabajadores y responsables del sindicato agrario como asistentes a cursos de formación y que eran falsos. Finalmente, en junio de 2017, la titular del Juzgado de Instrucción número 1 de Pamplona consideró en su auto de que no quedó justificado la comisión de los delitos de estafa y falsedad documental de los que se acusaba al sindicato.

## Presencia en organismos y consultas
La Unión de Agricultores y Ganaderos de Navarra, como organización sindical agraria, tiene presencia en determinados organismos, como por ejemplo la Comisión Coordinadora para la Producción Ganadera Integrada, y en consultas sobre planes de desarrollo rural y procedimientos administrativos del Gobierno de Navarra o los convenios colectivos de trabajo del sector.

## Reconocimientos oficiales

### Inspección de maquinaria
La Unión de Agricultores y Ganaderos de Navarra es, junto a Zerbinek, el Instituto Navarro de Tecnologías e Infraestructuras Agroalimentarias, SGS, Agroibérica Ingenieros y Técnicos Inspección Equipos Aplicadores de Fitosanitarios Archivado el 1 de septiembre de 2018 en Wayback Machine., una de las empresas autorizadas para la Inspección Técnica de Equipos de Aplicación de Productos Fitosanitarios dentro del territorio de la comunidad foral.

### Formación en fitosanitarios
La Unión de Agricultores y Ganaderos de Navarra es una de las entidades navarras autorizadas por el Gobierno de Navarra para impartir la formación a usuarios profesionales sobre el uso de productos fitosanitarios según el Real Decreto 1311/2012, de 14 de septiembre, junto con el sindicato agrario Euskal Herriko Nekazarien Elkartasuna, la empresa pública Instituto Navarro de Tecnologías e Infraestructuras Agroalimentarias, el centro de formación profesional Centro Integrado Agroforestal, Servicios de Ingeniería Agroforestal y Medioambiental de Navarra y la Agrupación de Servicios Administrativos Calibus.

En concreto, está autorizado para formar en los siguientes niveles de capacitación:
- Nivel básico.[27]
- Nivel cualificado.[28]
- Adaptaciones de básico.[29]
- Complementarios para la obtención del cualificado.[30]

## Organización de eventos
La Unión de Agricultores y Ganaderos de Navarra es el organizador principal del "Encuentro Profesional de Maquinaria e Innovación: Agronavarra", una feria especializada en el sector agrario que se celebra en Navarra y que cuenta con el patrocinio del Gobierno de Navarra y otras entidades y con la colaboración del Ayuntamiento de Olite.